# Havelaue
Havelaue est une commune allemande de l'arrondissement du Pays de la Havel, Land de Brandebourg.

## Géographie
Havelaue qui se situe sur la Havel est coupée en deux par le Gülper See.
Elle comprend les quartiers de Gülpe, Parey, Spaatz, Strodehne et Wolsier.
| Havelberg        | Neustadt | Großderschau |
| Schollene Kamern | Havelaue | Rhinow       |
|                  | Rathenow | Seeblick     |

## Histoire
Wolsier est mentionné pour la première fois en 1437, Spaatz en 1441, Parey en 1450.
La commune actuelle est issue d'une fusion le 31 décembre 2001.

## Personnalités liées à la commune
- Hans Tappenbeck (1861-1889), explorateur né à Wolsier.
- Günter Mangelsdorf (1947-2008), archéologue